# Marian Malinowski (oficer)
Marian Malinowski ps. „Pobóg” konsp. Tadeusz Wolski (ur. 29 kwietnia 1900 w Łodzi, zm. 22 kwietnia 1977 w Łodzi) – kapitan Wojska Polskiego, kawaler Orderu Virtuti Militari, dowódca 4 kompanii VIII zgrupowania Armii Krajowej, wchodzącego w skład Zgrupowania „Krybar”, walczącego w powstaniu warszawskim na Powiślu.

## Życiorys

### I wojna światowa 1914–1918
W latach 1913–1918 związany z ruchem niepodległościowym – najpierw jako członek Polskiej Organizacji Skautowej, a następnie POW – w 1918 roku rozbrajał Niemców w Łodzi.

### Wojna polsko-bolszewicka 1920 roku
Po ochotniczym zgłoszeniu się do wojska, otrzymał przydział do 1 Batalionu Harcerskiego WP, a następnie do plutonu Osłony Naczelnego Wodza Józefa Piłsudskiego w Belwederze i na wyjazdach. Był też instruktorem tworzącej się Kompanii Osłony Naczelnego Wodza. Na własną prośbę przydzielony na front do 5 Pułku Piechoty Legionów, z którym jako zastępca dowódcy plutonu, a następnie jako dowódca plutonu, przeszedł szlak Wilno – Dzwińsk – Kijów – Warszawa, aż do końca wojny polsko-bolszewickiej w 1920 roku. Przeniesiony do rezerwy w lutym 1922 roku, a 17 maja odznaczono go orderem wojskowym „Virtuti Militari" V klasy.
Urzędnik instytucji prywatnych. Pracował społecznie jako sekretarz Zarządu Okręgu Związku Oficerów Rezerwy. Komendant Obwodu Związku Strzeleckiego w Łodzi, zawodnik – piłkarz i lekkoatleta, pierwszy kapitan drużyny piłkarskiej (1922–1930), a następnie członek zarządu (1928–1931) i prezes (1932–1934) Robotniczego Towarzystwa Sportowego Widzew w Łodzi.

### II wojna światowa 1939–1945
W marcu 1939 mianowany porucznikiem rezerwy, a we wrześniu 1939 r. reklamowany od czynnej służby wojskowej przez przemysł wojskowy. Po wejściu Niemców do Łodzi poszukiwany przez Gestapo za działalność antyniemiecką, szczególnie w ostatnim miejscu pracy.
W lutym 1940 roku, jako Tadeusz Wolski, przedostał się do Warszawy, gdzie kontynuował rozpoczętą w Łodzi działalność konspiracyjną. Służył m.in. w SZP, ZWZ oraz AK w ramach Grupy Operacyjnej WP „Edward” pod dowództwem płk „Radwana” – Edward Pfeiffer – do likwidacji w lipcu 1944 roku – jako dowódca batalionu.

### Powstanie warszawskie
W stopniu porucznika (później kapitana) dowodził 4 kompanią VIII zgrupowania AK „Krybar” na Powiślu, która w pierwszych godzinach powstania atakowała Pałac Namiestnikowski oraz hotel „Bristol”, a następnie przez ponad miesiąc utrzymywała w rękach powstańców kwartał ulic Bednarska, Dobra, Tamka, Solec/Browarna/Furmańska, biorąc m.in. udział w atakach na budynki Uniwersytetu Warszawskiego. 5 września 1944 wycofał się do Śródmieścia. Po kapitulacji powstania trafił do obozu Bergen-Belsen, a następnie Gross Born.
Po wojnie podjął pracę w przemyśle włókienniczym i kolejowym. Pracował społecznie w RTS Widzew Łódź w latach 1947−1952 jako Prezes Zarządu, a od 1952 roku, aż do śmierci jako prezes honorowy. Pracował też w Łódzkim Okręgowym Związku Piłki Nożnej.

## Życie prywatne
Żonaty (od października 1939 roku) z Eufemią Malinowską (Pilichowska) ps. „Myszka”, mieli syna, Janusza (1947−1993).
Udział w działalności niepodległościowej i walce zbrojnej w latach 1905–1945 brało także rodzeństwo Mariana Malinowskiego: Henryk Pobóg-Malinowski (1889–1931), Maria Sylwia Szymańska (Pobóg-Malinowska) (1892–1978), Seweryn Malinowski (1898-1952), Bogdan Malinowski (1908–1943).

## Odznaczenia
- Krzyż Srebrny Orderu Wojskowego Virtuti Militari nr 5974 – 17 maja 1922[4][5]
- Krzyż Walecznych 3-krotnie
- Złoty Krzyż Zasługi z Mieczami
- Krzyż Armii Krajowej
- Medal Niepodległości
- Warszawski Krzyż Powstańczy (pośmiertnie)
- Krzyż za Wojnę
- Medal Wojska 4-krotnie
- Krzyż POW
- Krzyż Legionowy
- Krzyż 5 pułku piechoty Legionów*
- Honorowa Odznaka m. Łodzi
- Medal za Zasługi w Kulturze Fizycznej,
- Medal 100-lecia Sportu Polskiego
- Zasłużony Działacz Kultury Fizycznej,
- Odznaka Honorowa 100 lat Widzewa Łódź (przyznana pośmiertnie – 5 grudnia 2010 r.).
- Medal Łotewski za Wojnę

## Inne informacje
W 2008 roku Pałacu Kazimierzowskim odbyło się uroczyste przekazanie do zasobu Archiwum Akt Nowych Akt Mariana Malinowskiego, w tym m.in. Archiwum 4 Kompanii Grupy „Krybar” Armii Krajowej.